# Volkswagen LT
O  LT  é um modelo utilitário da Volkswagen. Em Portugal é comum serem visualizadas estas carrinhas transformadas para ambulância ao serviço do INEM.